# چن کون
چن کون (انگلیسی: Chen Kun؛ زادهٔ ۵ مارس ۱۹۸۰) بازیکن بیسبال اهل چین است. وی در بازی‌های المپیک تابستانی ۲۰۰۸ شرکت کرده‌ بود.